# Live at the Zoom Club
Live at the Zoom Club (October 13, 1972) – album koncertowy King Crimson, wydany w maju 2002 roku nakładem Discipline Global Mobile jako podwójny CD. Ukazał się jak nr 20. w serii wydawniczej „The King Crimson Collectors’ Club”.

## Historia albumu
W maju 1972 roku Robert Fripp rozpoczął reaktywowanie zespołu King Crimson w nowym składzie, który wspólnie z nim tworzyli: basista i wokalista John Wetton, perkusista Bill Bruford, skrzypek David Cross i perkusjonista Jamie Muir. We wrześniu zespół rozpoczął nagrywanie materiału na nowy album, po czym wyruszył w trasę koncertową.
13 października zespół ten zadebiutował w Zoom Club we Frankfurcie w Niemczech. Zarejestrowany wówczas koncert pojawił się na licznych bootlegach, a po latach doszło do rekonstrukcji dźwiękowej i oficjalnego wydania tych nagrań. Na program złożyły się, między innymi dwie części „Larks' Tongues in Aspic”, „Book of Saturday”, „Easy Money” i „Exiles”, a także improwizacja „Zoom Zoom”. Niektóre utwory różniły się znacząco od swych wersji studyjnych.

## Lista utworów
Lista i informacje według Discogs:

### CD 1
| 1. | Larks' Tongues In Aspic (Part I) | 8:23    |
|    |                                  |         |
| 2. | Book Of Saturday                 | 3:16    |
|    |                                  |         |
| 3. | Zoom                             | 22:03   |
|    |                                  |         |
| 4. | Improv: Zoom Zoom                | 44:48   |
|    |                                  |         |
|    |                                  | 1:18:30 |
|    |                                  |         |

### CD 2
| 1. | Easy Money                        | 4:08  |
|    |                                   |       |
| 2. | Improv: Fallen Angel              | 4:12  |
|    |                                   |       |
| 3. | Improv: Z'Zoom                    | 4:48  |
|    |                                   |       |
| 4. | Exiles                            | 8:36  |
|    |                                   |       |
| 5. | The Talking Drum                  | 6:13  |
|    |                                   |       |
| 6. | Larks' Tongues In Aspic (Part II) | 8:37  |
|    |                                   |       |
|    |                                   | 36:34 |
|    |                                   |       |
Wszystkie utwory napisali: Cross, Fripp, Wetton, Bruford, Muir z wyjątkiem:
- 2-6: Fripp
- 1-2, 2-1: Fripp, Wetton, Palmer-James
- 2-4: Cross, Fripp, Palmer-James

## Muzycy
- David Cross – skrzypce, flet, melotron
- Robert Fripp – gitara, melotron
- John Wetton – gitara basowa, wokal
- Bill Bruford – perkusja
- Jamie Muir – instrumenty perkusyjne, różne przedmioty

## Pozostali
- produkcja – David Singleton i Alex R. Mundy
- edycja cyfrowa – Alex R. Mundy
- zdjęcia – Roger Perry, Robert Ellis
- informacje na okładce  – Sid Smith
- projekt – Hugh O’Donnell

## Odbiór

### Opinie krytyków
| Recenzje      | Recenzje |
| Publikacja    | Ocena    |
| ------------- | -------- |
| AllMusic      | [ 3 ]    |
| Prog Archives | 3.42/5.0 |
| Teraz Rock    | [ 4 ]    |

Lindsay Planer z AllMusic jest zdania, iż Live at the Zoom Club, 1972 „to jak dotąd jeden z najbardziej satysfakcjonujących tomów w serii wydań archiwalnych – pomimo niezbyt doskonałej jakości dźwięku z nieautoryzowanej taśmy. Nieodłączne piękno kryje się w duchu i wyjątkowości tego wykonania, zapewniając spójny blask całości”. Autor podkreśla wkład Jamie Muira w brzmienie i wykonanie, słyszalne zwłaszcza w „Book of Saturday” i „Zoom”.
Zdaniem Jordana Babuli z magazynu Teraz Rock „jakość nagrań jest tragiczna” a zespołowe improwizacje (zwłaszcza w „Zoom, Zoom”) są „mało interesujące”.